# Tar.h
tar.h – plik nagłówkowy w bibliotece POSIX języka C. Zawiera różne definicje oraz informacje o archiwizatorze tar.

## Wartości
Ogólne wartości znajdujące się w nagłówku każdego pliku tar:
| Symbol   | Opis                     | Wartość |
| -------- | ------------------------ | ------- |
| TMAGIC   | magiczny numer           | "ustar" |
| TMEGLEN  | długość symbolu TMAGIC   | 6       |
| TVERSION | wersja                   | "00"    |
| TVERSLEN | długość symbolu TVERSION | 2       |

Pole typeflag w nagłówku może być:
| Symbol   | Opis                   | Wartość |
| -------- | ---------------------- | ------- |
| REGTYPE  | zwykły plik            | '0'     |
| AREGTYPE | zwykły plik            | '\0'    |
| LNKTYPE  | łącza                  | '1'     |
| SYMTYPE  | dowiązanie symboliczne | '2'     |
| CHRTYPE  | bajt specjalny         | '3'     |
| BLKTYPE  | blok specjalny         | '4'     |
| DIRTYPE  | katalog                | '5'     |
| FIFOTYPE | tryb FIFO              | '6'     |
| CONTTYPE | zarezerwowane          | '7'     |

Wartości dla pola mode:
| Symbol  | Opis                                                    | Wartość |
| ------- | ------------------------------------------------------- | ------- |
| TSUID   | ustaw UID po wywołaniu                                  | 04000   |
| TSGID   | zwróć UID po wywołaniu                                  | 02000   |
| TSVTX   | ustaw flagę trybu ograniczonego usunięcia na katalogach | 01000   |
| TUREAD  | odczyt przez właściciela                                | 00400   |
| TUWRITE | zapis przez właściciela                                 | 00200   |
| TUEXEC  | wykonanie przez właściciela                             | 00100   |
| TGREAD  | odczyt przez grupę                                      | 00040   |
| TGWRITE | zapis przez grupę                                       | 00020   |
| TGEXEC  | wykonanie przez grupę                                   | 00010   |
| TOREAD  | odczyt przez obcych                                     | 00004   |
| TOWRITE | zapis przez obcych                                      | 00002   |
| TOEXEC  | wykonanie przez obcych                                  | 00001   |